# Bernd Poggemöller
Bernd Poggemöller (* 4. September 1966 in Herford) ist ein deutscher Politiker (SPD) und Kämmerer. Seit dem 21. Oktober 2015 ist er Bürgermeister der nordrhein-westfälischen Mittelstadt Löhne.

## Leben
Von 1987 bis 1990 besuchte er die Fachhochschule für öffentliche Verwaltung und schloss mit dem Diplom-Verwaltungswirt (FH) ab. Von 1990 bis 1991 verrichtete er seinen Wehrdienst. Ab Oktober 1991 arbeitete er im Kämmerer- und Abgabenamt der Stadt Löhne und war ab 2011 Stadtkämmerer. 
Seit März 2013 ist er Mitglied der SPD. Er ist verheiratet und hat zwei Kinder.

## Bürgermeisteramt
Am 1. April 2014 setzte sich Poggemöller in einer Stichwahl der SPD Löhne zur Bürgermeisterschaftskandidatur gegen seinen parteiinternen Konkurrenten Stephan Klute mit 40 zu 13 Stimmen durch. Am 1. Dezember wählte die SPD-Delegiertenversammlung Poggemöller ohne Gegenstimme offiziell zum Bürgermeisterkandidaten.
Bei der Bürgermeisterwahl 2015 in Löhne, die am 13. September stattfand, wurde er bei einer Wahlbeteiligung von 42,23 Prozent mit 55,05 Prozent der gültigen Stimmen gewählt. Er setzte sich gegen Ricarda Hoffmann (CDU) durch, die 36,32 Prozent der Stimmen erhielt. Damit löste er seinen Vorgänger Heinz-Dieter Held (SPD) ab, der in den Ruhestand ging.